# Edward Warren
Edward Warren, o Edgar Woren (Boston, giugno 1856 – Los Angeles, 3 aprile 1930), è stato un regista, attore e produttore cinematografico statunitense del cinema muto.

## Biografia
Nato a Boston nel 1856, Edward Warren cominciò la sua carriera cinematografica nel 1912. Nel 1905, aveva debuttato a Broadway come attore in Who Goes There?, un lavoro rappresentato in prima il 20 febbraio 1905.
Warren diresse il suo primo film in collaborazione con Alice Guy che era anche la produttrice della Solax, la casa di produzione per cui Warren girò i suoi primi film. Dal 1912 al 1919, diresse una quindicina di pellicole, ne produsse quattro e firmò alcune sceneggiature. Lavorò anche come attore: il suo ultimo film fu The Belle of Broadway del 1926, diretto da Harry O. Hoyt e interpretato da Betty Compson. Nel 1916, aveva lavorato alla fotografia de La figlia degli Dei, uno dei film più noti di Annette Kellerman.
Edward Warren è morto a Los Angeles il 3 aprile 1930 all'età di 73 anni.

## Filmografia
La filmografia è completa. Quando manca il nome del regista, questo non viene riportato nei titoli

### Attore
- At the Stroke of the Angelus (1915)
- Tangled Paths, regia di Christy Cabanne (1915)
- The Little Orphans, regia di John Gorman (1915)
- The Lamb, regia di Christy Cabanne (1915)
- Little Miss Nobody, regia di John Gorman (1916)
- Crimson Shoals, regia di Francis Ford (1919)
- The Belle of Broadway, regia di Harry O. Hoyt (1926)

### Regista
- Algie, the Miner co-regia Harry Schenck, Alice Guy (1912)
- The Sewer (1912)
- Micky's Pal (1912)
- The Equine Spy (1912)
- Dublin Dan, co-regia (non accreditato) Herbert Blaché (1912)
- Beasts of the Jungle (1913)
- Kelly from the Emerald Isle  (1913)
- Humanity in the Rough (1914)
- Enmeshed by Fate (1914)
- A Beggar Prince of India (1914)
- The Adventures of a Boy Scout  (1915)
- Divorced (1915)
- The Warfare of the Flesh (1917)
- The Weavers of Life (1917)
- Thunderbolts of Fate (1919)

### Produttore
- The Adventures of a Boy Scout, regia di Edward Warren (1915)
- The Warfare of the Flesh, regia di Edward Warren (1917)
- The Weavers of Life, regia di Edward Warren (1917)
- Thunderbolts of Fate, regia di Edward Warren (1919)

### Sceneggiatore, scenografo, fotografia
- Kelly from the Emerald Isle, regia di Edward Warren - sceneggiatura (1913)
- The Adventures of a Boy Scout, regia di Edward Warren - sceneggiatura (1915)
- La figlia degli Dei (A Daughter of the Gods), regia di Herbert Brenon - direttore della fotografia (1916)
- The Weavers of Life, regia di Edward Warren - architetto scenografo (1917)

## Spettacoli teatrali
- Who Goes There? (1905)